# Boekel
Boekel és un municipi de la província del Brabant del Nord, al sud dels Països Baixos. L'1 de gener del 2009 tenia 9.744 habitants repartits sobre una superfície de 34,52 km² (dels quals 0,01 km² corresponen a aigua). Limita al nord amb Uden, a l'oest amb Veghel, a l'est amb Sint Anthonis i al sud amb Gemert-Bakel

## Centres de població
- Boekel
- Venhorst

## Ajuntament
- CDA 4 regidors
- GBV 3 regidors
- BW 2 regidors
- DOP 4 regidors